# هاروکی یمورا
هاروکی یمورا (انگلیسی: Haruki Uemura؛ زادهٔ ۱۹۵۱) جودوکار اهل ژاپن است.
وی در مسابقات کشوری و بین‌المللی در مجموع برندهٔ ۲ مدال طلا، ۱ مدال نقره شده‌است.